# Finsk fingerört

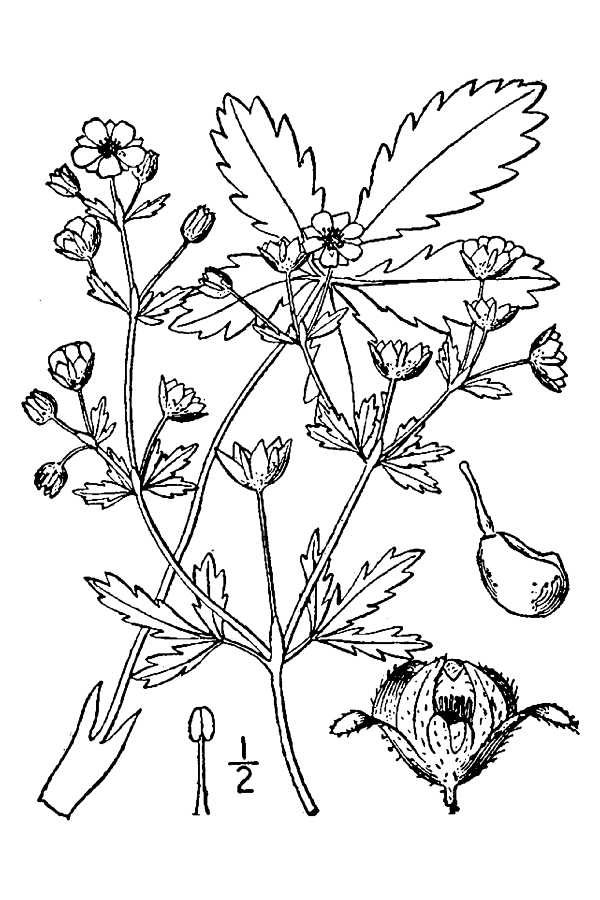

Den finska fingerörten (Potentilla intermedia) är en tvåårig art i familjen rosväxter.
Den förekommer endast sporadiskt i Norden, då huvudsakligen på så kallad ruderatmark, det vill säga mark som öppnats upp av mänsklig aktivitet, till exempel bangårdar, schakthögar med mera.